# Grosvenor Arch
Grosvenor Arch est une unique double arche de grès située dans le monument national de Grand Staircase-Escalante au sud du comté de Kane, en Utah, au sud-ouest des États-Unis. Elle est nommée en l'honneur de Gilbert Hovey Grosvenor (1875-1966), ex-président de la National Geographic Society, qui édita le magazine National Geographic.

## Description
Située dans le nord du Comté de Kane, elle se trouve à proximité et au sud de Parc d'État de Kodachrome Basin et est accessible depuis le nord ou le sud par la Route 400, un chemin de terre qui traverse le Cottonwood Canyon dans la partie occidentale du monument national.